# Psychromnestra
Psychromnestra is een geslacht van vlinders van de familie koolmotten (Plutellidae).

## Soorten
- P. hebaea Meyrick, 1924
- P. isoniphas Meyrick, 1924
- P. phaeothicta Meyrick, 1924